# Saint-Gervais (Gard)
Saint-Gervais település Franciaországban, Gard megyében. Lakosainak száma 792 fő (2022. január 1.). Saint-Gervais Bagnols-sur-Cèze, Carsan, Sabran, Saint-Alexandre, Saint-Michel-d’Euzet és Saint-Nazaire községekkel határos.

## Népesség
A település népessége az elmúlt években az alábbi módon változott:
| Lakosok száma | 528  | 549  | 600  | 677  | 681  | 700  | 720  | 761  | 781  | 792  |
|               | 1968 | 1982 | 1990 | 2006 | 2013 | 2015 | 2017 | 2019 | 2020 | 2022 |